# Referenden zur Selbstbestimmung Tokelaus
In den Referenden zur Selbstbestimmung Tokelaus sollten die weniger als 1.500 Bewohner Tokelaus darüber entscheiden, ob sie weiterhin ein von Neuseeland abhängiges Gebiet oder ein selbstverwalteter Staat in freier Assoziation mit Neuseeland sein wollten. Da in beiden Abstimmungen die notwendige Zwei-Drittel-Mehrheit verfehlt wurde, bleibt Tokelau ein abhängiges Gebiet.

## Erstes Referendum (2006)
Das erste Referendum fand vom 11. Februar bis zum 15. Februar 2006 unter Aufsicht der UNO statt. Obwohl sich 60 Prozent der Bewohner für eine Unabhängigkeit nach dem Vorbild der Cookinseln und Niues aussprachen, wurde das Referendum abgelehnt, da es nicht die nötige Zwei-Drittel-Mehrheit erreichte. Allerdings hätte nach Angaben des Administrator of Tokelau, des Vertreters Tokelaus in Neuseeland, auch eine Annahme kaum mehr als einen formalen Schritt bedeutet. Tokelau wird von der einheimischen Bevölkerung weitgehend selbstständig verwaltet. So war auch das Hauptargument der Gegner des Assoziierten-Status, dass dieser lediglich einen Wegfall der neuseeländischen Finanzhilfen bedeuten würde.
Die Frage, welche die Wahlberechtigten zu beantworten hatten lautete: "The Proposal: That Tokelau become a self governing state in Free Association with New Zealand on the basis of the Constitution and as in the draft Treaty notified to Tokelau." (Übersetzung: „Vorschlag: Tokelau soll ein selbstverwalteter Staat in freier Assoziation mit Neuseeland auf Grundlage der Verfassung und eines Vertragsvorschlages werden“)

### Ergebnis
| Ergebnis           | Absolut | Relativ |
| ------------------ | ------- | ------- |
| Ja                 | 349     | 60,07 % |
| Nein               | 232     | 39,93 % |
| Insgesamt          | 581     | 100 %   |
| Wahlbeteiligung    | 95 %    |         |
| Wahlberechtigte    | 615     |         |
| Abgegebene Stimmen | 584     |         |
| Ungültige Stimmen  | 3       |         |

## Zweites Referendum (2007)
Das zweite Selbstbestimmungsreferendum fand vom 20. Oktober bis zum 24. Oktober 2007 statt.
Bereits kurz nach dem ersten Referendum kündigte der damalige Faipule (eine Art Präsident aller drei Atolle) Pio Tuia an, dass in ein paar Jahren eine erneute Abstimmung möglich sei. Sein Nachfolger Kolouei O’Brien gab im Juni 2006 bekannt, dass das Parlament Tokelaus einer neuen Abstimmung für Ende 2007/Anfang 2008 zugestimmt habe.
Das Referendum fand aus wahllogistischen Gründen an mehreren Tagen statt:
- 20. Oktober: Apia, Samoa (für die Gemeinde der Auslandstokelauer auf Samoa)
- 22. Oktober: Fakaofo
- 23. Oktober: Nukunonu
- 24. Oktober: Atafu

### Ergebnis
Erneut wurde die notwendige 2/3-Mehrheit verfehlt, diesmal jedoch nur um 16 Stimmen. Als Ergebnis des Referendums blieb es beim Status quo.
| Ergebnis           | Absolut | Relativ |
| ------------------ | ------- | ------- |
| Ja                 | 446     | 64,4 %  |
| Nein               | 246     | 35,6 %  |
| Insgesamt          | 692     | 100 %   |
| Wahlbeteiligung    | 88,3 %  |         |
| Wahlberechtigte    | 789     |         |
| Abgegebene Stimmen | 697     |         |
| Ungültige Stimmen  | 5       |         |

## Drittes Referendum (2025)
Ein drittes Referendum soll laut einem Vorschlag des Politikers Kelihiano Kalolo im Jahr 2025, 100 Jahre nach der Kolonialisierung durch Neuseeland, durchgeführt werden (Stand Juli 2022). Eine Zustimmung zur Durchführung durch das Parlament, den General Fono, gilt als sicher. Zur Abstimmung soll erstmals nicht die Beibehaltung des derzeitigen Status, sondern nur die Unabhängigkeit, eine freie Assoziierung oder die Eingliederung in Neuseeland zur Auswahl stehen.